# Staufen (Taunus)
Der Staufen ist ein 451 m ü. NHN hoher Berg im Mittelgebirge Taunus. Er liegt bei Kelkheim im hessischen Main-Taunus-Kreis.

## Geographie

### Lage
Der zum Vordertaunus zählende Staufen liegt im Naturpark Taunus zwischen Kelkheim im Osten, dessen Stadtteil Fischbach im Nordosten und der Kernstadt von Eppstein im Westen. Nördlich vorbei fließt der Fischbach, der westlich des Bergs in Eppstein in den Schwarzbach mündet. Auf der Südostflanke des Bergs, unterhalb der 361,2 Meter hohen Nebenkuppe Hahnenkopf, entspringt der Gimbach als westlicher Zufluss des durch Kelkheim verlaufenden Liederbachs. Gen Südosten fällt das Gelände weiter ab bis zur Passhöhe bei der Gundelhard genannten Gemarkung zwischen Münster und Lorsbach, von wo der Anstieg zum Lorsbacher Kopf beginnt.

### Naturräumliche Zuordnung
Der Staufen gehört in der naturräumlichen Haupteinheitengruppe Taunus (Nummer 30) und in der Haupteinheit Vordertaunus (300) zum Naturraum Eppstein-Hornauer Vortaunus (300.1), wobei sich auf seiner Ostflanke der Naturraum Main-Taunusvorland (235) anschließt.

## Schutzgebiete
Auf dem Staufen liegt das Fauna-Flora-Habitat-Gebiet Hangwälder und Felsfluren am Kaisertempel/Martinswand b. Eppstein (FFH-Nr. 5816-311; 2,28 km² groß). Auf dem unteren Teil seiner Ostflanke liegt das Naturschutzgebiet Förstergrund von Kelkheim (CDDA-Nr. 163130; 1990 ausgewiesen; 15 ha).

## Wissenswertes

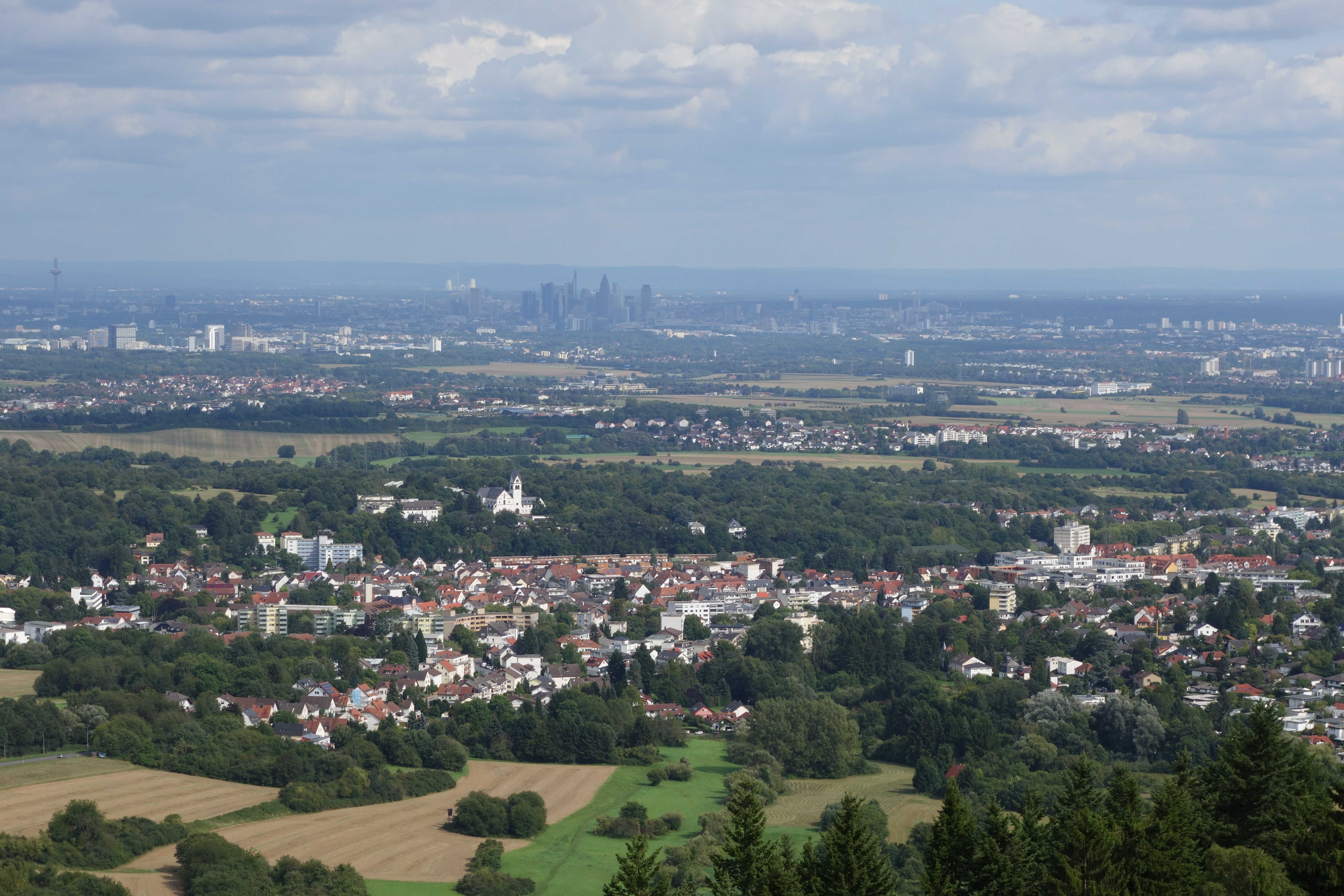
Blick vom Großen Mannstein am Staufen über Kelkheim, Liederbach, Bad Soden, Sulzbach, Eschborn bis Frankfurt am Main; hinter der Frankfurter Skyline links das Kraftwerk Staudinger vor der Silhouette des Spessart.

Etwas östlich vom Gipfel des Staufen stößt man auf den Großen Mannstein, eine Felsgruppe von welcher der Blick in Richtung Großer Feldberg und auf die dazwischen liegenden Orte Fischbach, Hornau, Kelkheim Münster, Schneidhain usw. fällt. Hier erinnert eine Gedenktafel an den „Staufenschwur“ der Brüder von Gagern (vgl. Ringwall Staufen). Etwa 100 Meter entfernt stand bis 1987 das ehemalige Sommerhaus des Frankfurter Geologen Albert von Reinach (1842–1905), das danach lange Jahre ein Gasthaus und letztendlich ein Wanderheim des Taunusklubs war. Des Weiteren bis 1999 ein Forsthaus, dessen Standfläche im Herbst 2000 durch die Schutzgemeinschaft Deutscher Wald und die Deutsche Waldjugend bepflanzt wurde.
Südöstlich unterhalb davon befindet sich der Kleine Mannstein.
Auf der Westflanke des Berges mit der Martinswand befinden sich der Kaisertempel und der Mendelssohn-Gedenkstein. Von beiden bieten sich Aussichtsmöglichkeiten auf Eppstein und in die Eichelberger Mark.
Am Südhang des Staufen, am Weg von Eppstein zum Gimbacher Hof in Kelkheim (Amtsbotenweg), steht das Sauer-Kreuz. Das steinerne Flurkreuz wird mit einem wahrscheinlich legendären Überfall des Räubers Schinderhannes (1779–1803) in Verbindung gebracht.

## Galerie

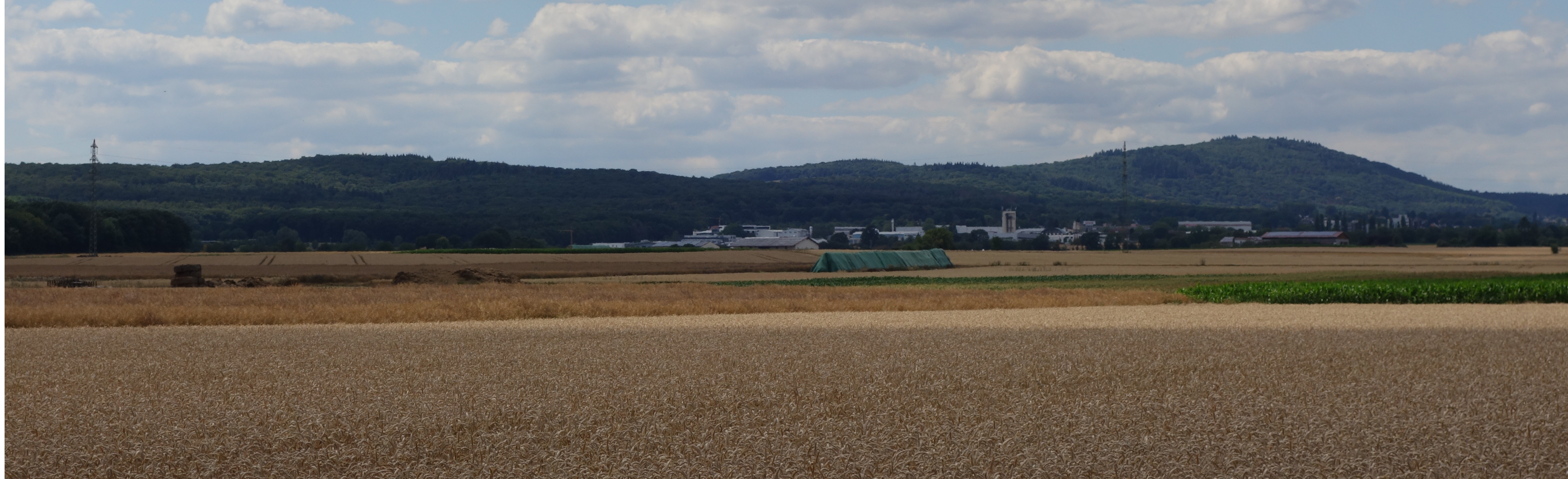
Staufen (rechts) von Osten: In der Mitte lugt neben der Staufen-Nebenkuppe Hahnenkopf (361 m ü. NN), der Berg Judenkopf hervor; links der Lorsbacher Kopf (308 m ü. NN).
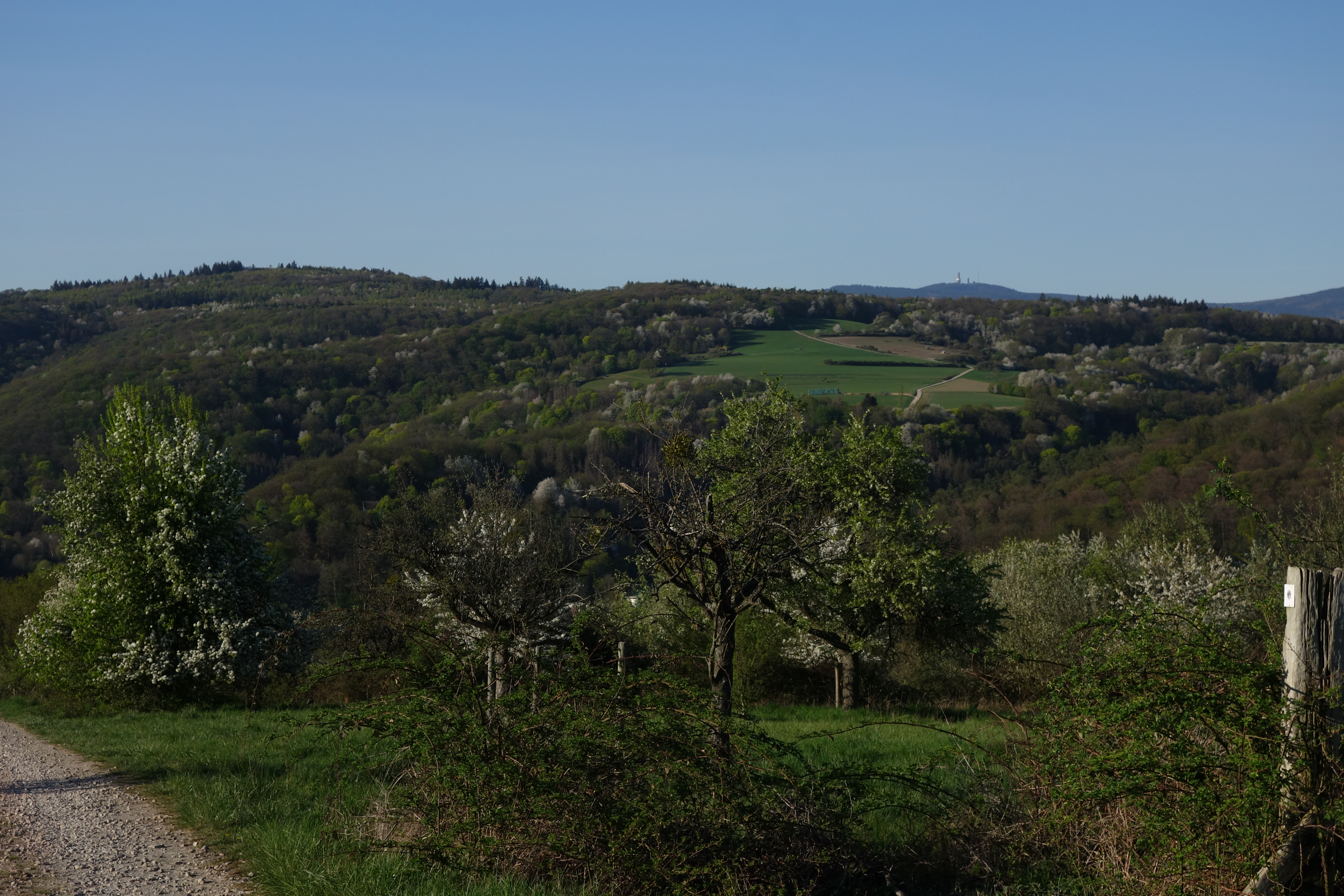
Staufen (links) und dessen Nebenkuppe Hahnenkopf (mittig) von Süden; halbrechts im Hintergrund der Große Feldberg
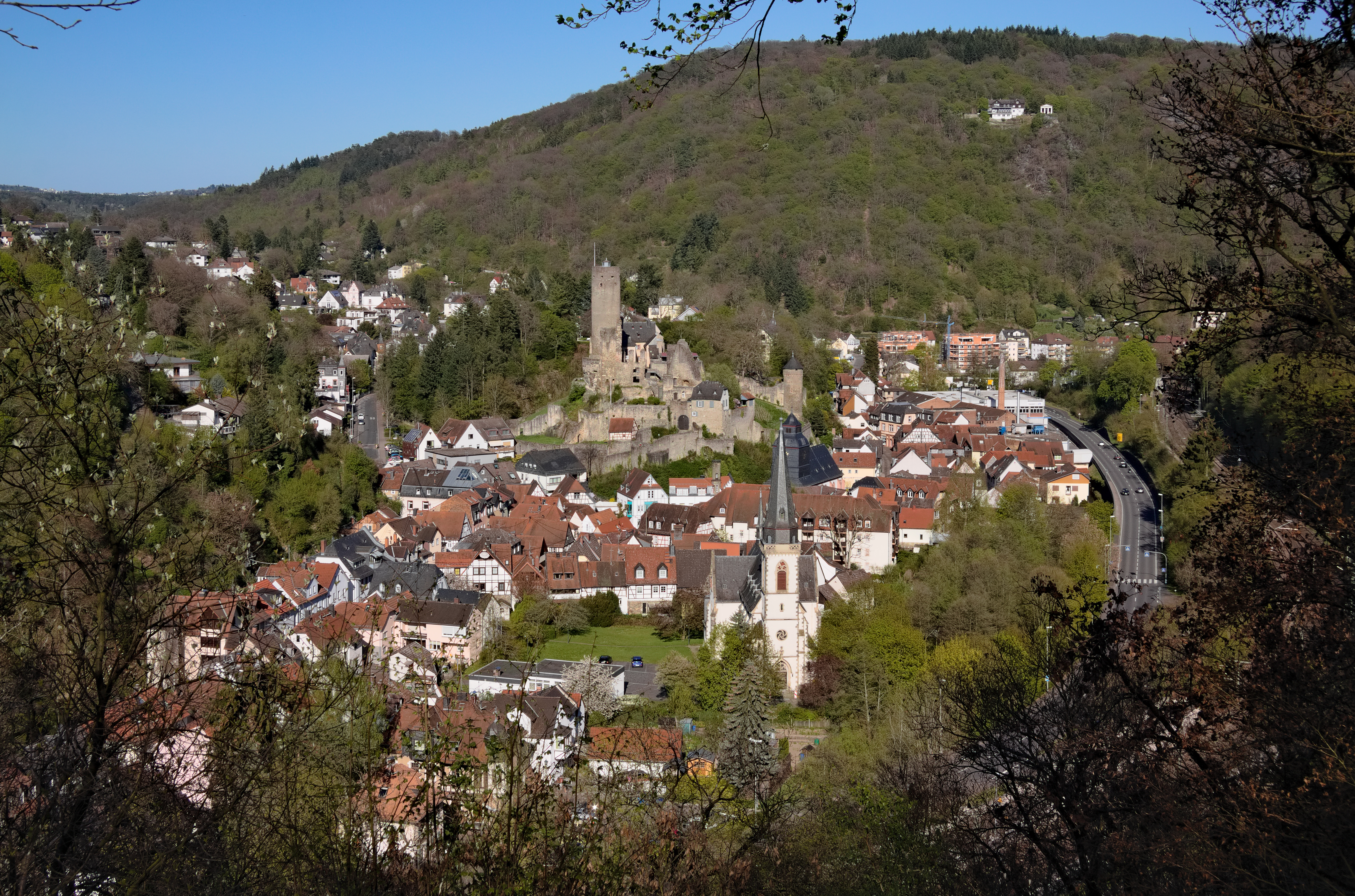
Blick von Westen auf den Staufen mit dem Aussichtspunkt Kaisertempel über den Dächern Eppsteins; darüber, links oben am Horizont,  Königstein
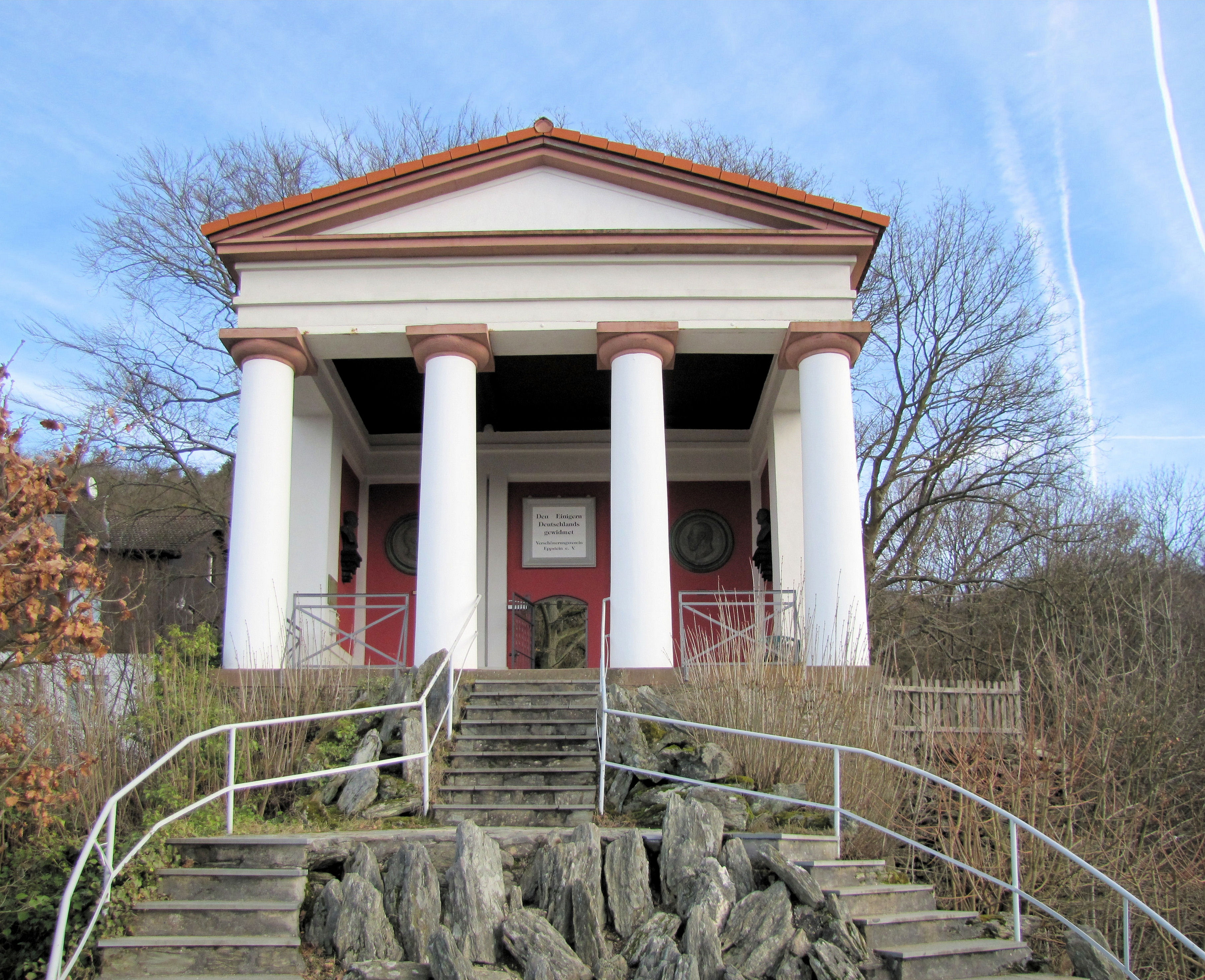
Aussichtspunkt Kaisertempel
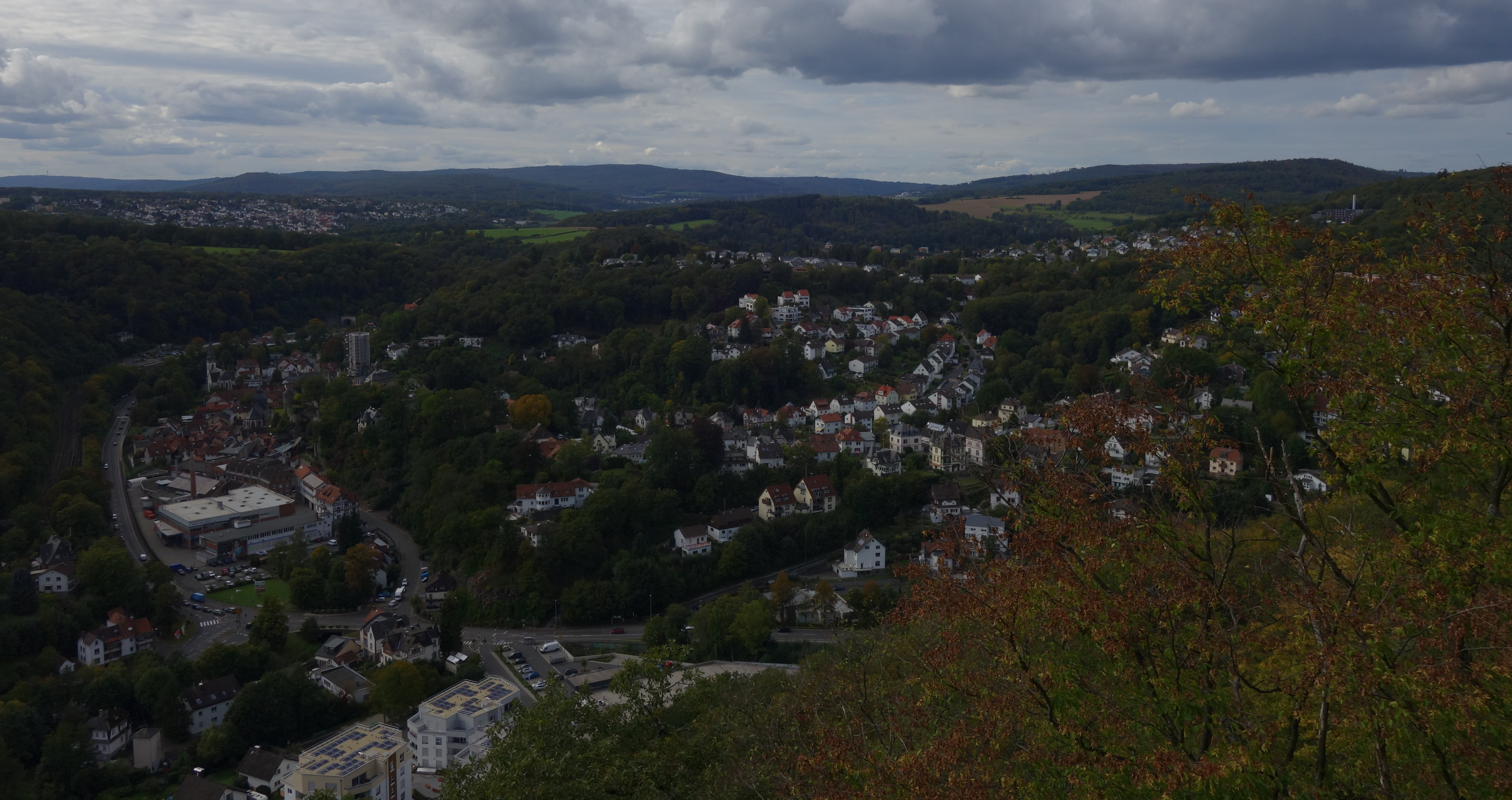
Blick vom Kaisertempel auf Eppstein und den Hammersberg (433 Meter, rechts oben) sowie dessen 309 Meter hohe Nebenkuppe (mittig) über Vockenhausen. Dahinter der  Berg Hohe Kanzel (591 m ü. NN), links oben Bremthal
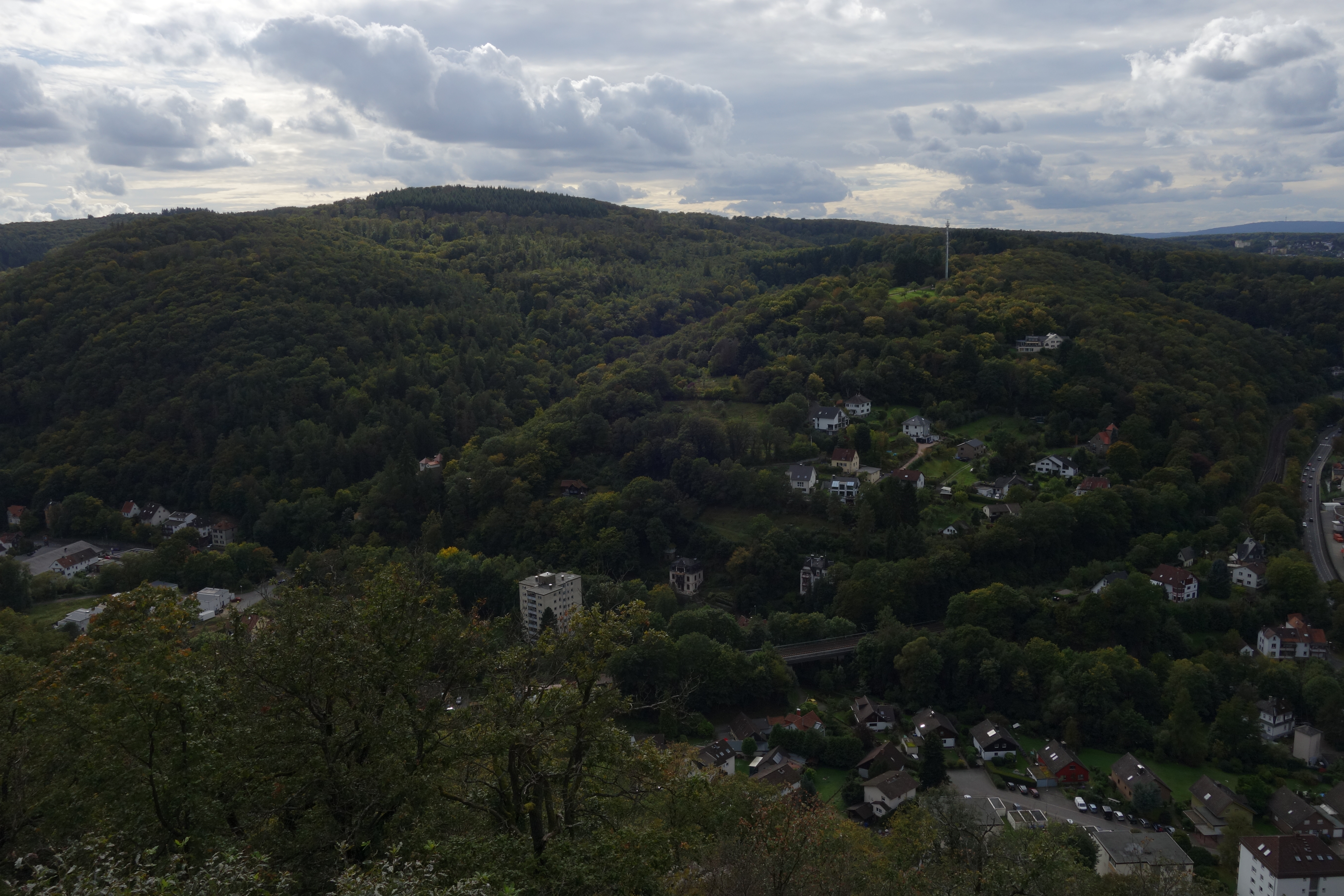
Blick vom Kaisertempel zum Berg Judenkopf (410 m ü. NN)
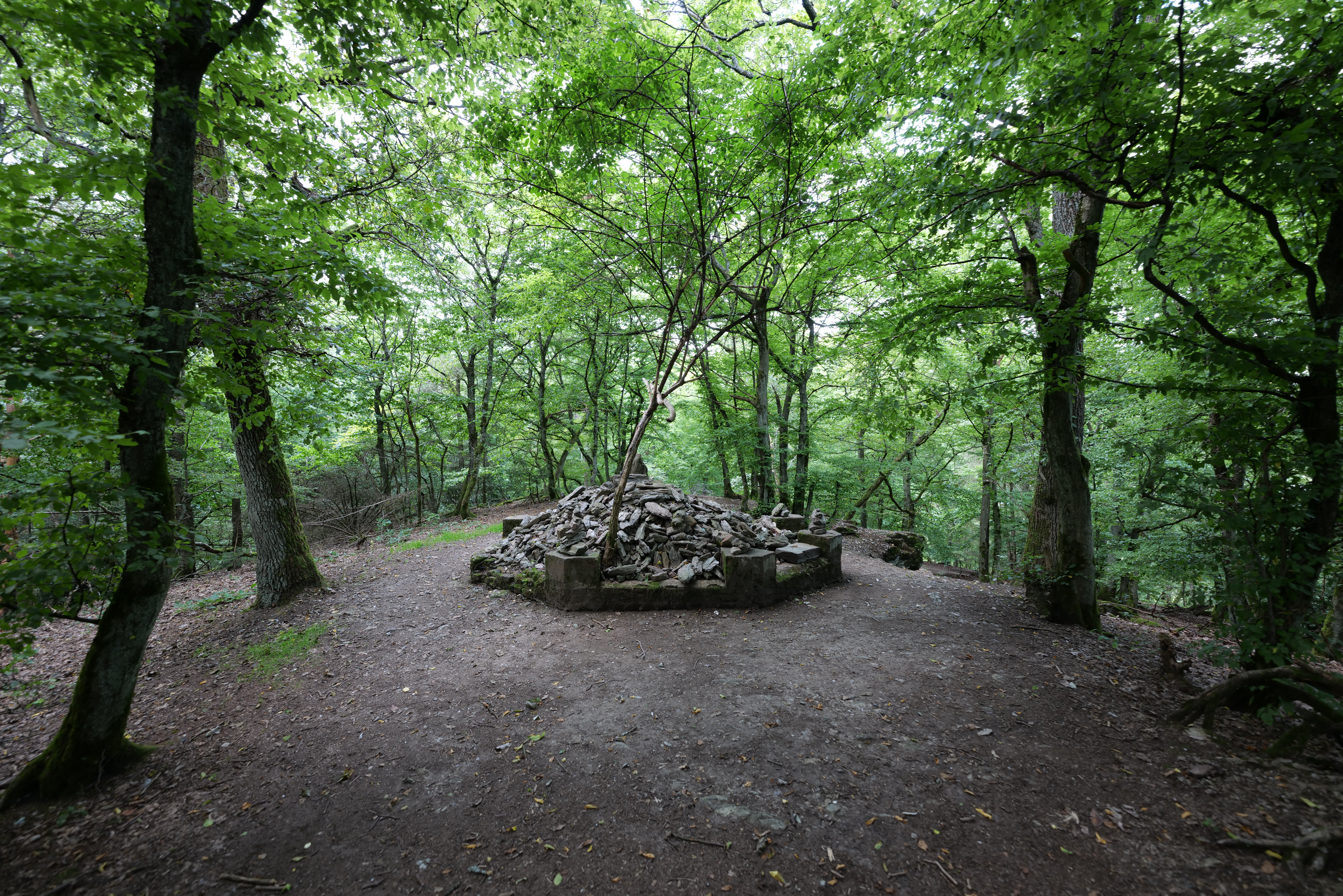
Gipfel des Bergs mit einem Steinhaufen